# Canton de Saint-Aignan
Le canton de Saint-Aignan est une circonscription électorale française située dans le département de Loir-et-Cher et la région Centre-Val de Loire.

## Géographie
Ce canton est organisé autour de Saint-Aignan dans les arrondissements de Blois et Romorantin-Lanthenay. Son altitude varie de 59 m (Angé) à 186 m (Mareuil-sur-Cher).

## Histoire
Le canton de Saint-Aignan, rattaché jusqu'au 1er janvier 2007 à l'arrondissement de Blois, en a été détaché à cette date pour être rattaché à l'arrondissement de Romorantin-Lanthenay.
Par décret du 21 février 2014, le nombre de cantons du département est divisé par deux, avec mise en application aux élections départementales de mars 2015. Le canton de Saint-Aignan est conservé et s'agrandit. Il passe de quinze à seize communes.

## Représentation

### Conseillers généraux de 1833 à 2015
| Période | Période      | Identité                                          | Étiquette    | Qualité |
| ------- | ------------ | ------------------------------------------------- | ------------ | --- |
| 1833    | 1839         | Antoine Chevallier-Rouet                          |              | Maire de Saint-Aignan |
| 1839    | 1848         | Prince Augustin Hélie Charles de Chalais-Périgord |              | Ancien officier de cavalerie (général de brigade) Propriétaire à Saint-Aignan Pair de France |
| 1848    | 1852         | François Péan-Trotignon (1790-1870)               |              | Ancien notaire, conseiller municipal de Saint-Aignan Maire de Noyers-sur-Cher (1848-1851), puis conseiller municipal (1851-1870) |
| 1852    | 1869         | Vicomte Justinien Nicolas Clary                   | Bonapartiste | Député de Loir-et-Cher (1849-1850 et 1852-1869), président du conseil général (1867 et 1868) |
| 1869    | 1908 (décès) | Pierre Tassin                                     | Républicain  | Propriétaire agricole à Noyers-sur-Cher, conseiller d'arrondissement, député (1869-1870 et 1871-1893), sénateur (1893-1906) |
| 1909    | 1919         | Joseph Paul-Boncour                               | PRS          | Avocat à la cour d'appel de Paris, conseiller municipal de Saint-Aignan, député de Loir-et-Cher (1909-1914), député de la Seine (1919-1924), député du Tarn (1924-1931), sénateur de Loir-et-Cher (1931-1941 et 1946-1948), ministre (1932, 1933, 1934), président du Conseil (1932-1933) |
| 1919    | 1922 (décès) | Constant Ragot-Blondeau                           | Rad.         | Marchand de nouveautés, puis propriétaire-viticulteur, maire de Saint-Aignan (1881-1922), ancien conseiller d'arrondissement, député (1893-1906) |
| 1922    | 1940         | Louis Besnault                                    |              | Vétérinaire à Saint-Aignan, maire de Saint-Aignan (1922-1929) Membre de la Commission administrative départementale (1941-1943) Nommé conseiller départemental en 1943 |
|         |              |                                                   |              | |
| 1945    | 1951         | Paul Bertin                                       | SFIO         | Métreur en bâtiments, adjoint au maire de Saint-Aignan |
| 1951    | 1971 (décès) | Jean-André Magnon                                 | Soc.ind.     | Notaire, maire de Saint-Aignan (1945-1971) |
| 1971    | 1988         | Henri Cachein                                     | DVD          | Fonctionnaire, maire de Noyers-sur-Cher (1971-1988) |
| 1988    | 2001         | Yves Piau                                         | PS           | Vétérinaire, maire de Saint-Aignan (1977-1989 et 2001-2008) |
| 2001    | 2015         | Philippe Sartori                                  | DVD          | Médecin, maire de Noyers-sur-Cher depuis 2008 |

### Conseillers d'arrondissement (de 1833 à 1940)
Le canton de Saint-Aignan appartenait à l'arrondissement de Blois.
| Période                                  | Période      | Identité                                 | Étiquette               | Qualité |
| ---------------------------------------- | ------------ | ---------------------------------------- | ----------------------- | --- |
| 1833                                     | 1848         | Charles Marie Dauvergne                  |                         | Propriétaire, maire de Meusnes |
| 1848                                     | 1855         | Alexis Théodore Bodin-Clivot (1800-1867) |                         | Ancien notaire à Saint-Aignan |
| 1855                                     | 1861         | François Péan-Trotignon                  |                         | Ancien notaire, conseiller municipal de Saint-Aignan Maire de Noyers-sur-Cher (1848-1851), puis conseiller municipal (1851-1870), conseiller général |
| 1861                                     | 1867         | Arnault Trodoux-Trotignon                |                         | Propriétaire, maire de Saint-Aignan |
| 1867                                     | 1869         | Pierre Tassin                            | Républicain             | Propriétaire agricole à Noyers-sur-Cher |
|                                          |              |                                          |                         | |
| 1871                                     | 1901         | Constant Ragot-Blondeau                  | Républicain Rad.        | Négociant, viticulteur, maire de Saint-Aignan, député, Président du Conseil d'arrondissement                                                         |
| 1901                                     | 1907         | M. Lottin                                |                         | Juge de paix à Blois puis à Boulogne-sur-Mer puis à Reims, propriétaire à Noyers-sur-Cher                                                            |
| 1907                                     | 1925         | Jean Piquet                              | Droite                  | Agriculteur, maire de Couddes |
| 1925                                     | 1937 (décès) | Émile Froger (1870-1937)                 | Cartel des gauches-SFIO | Maître imprimeur, directeur du Nouvelliste, journal d'union républicaine, maire de Saint-Aignan (1929-1937)                                          |
| 1937                                     | 1940         | Sylvain Chevet (1864-1941)               | SFIO                    | Vigneron, maire de Saint-Romain-sur-Cher |
| 1940                                     |              |                                          |                         | Les conseils d'arrondissement ont été suspendus par la loi du 12 octobre 1940 et n'ont jamais été réactivés                                          |
| Les données manquantes sont à compléter. |              |                                          |                         | |

### Conseillers départementaux à partir de 2015
| Période élective | Période élective | Mandat | Mandat   | Identité          | Nuance | Nuance | Qualité                                                                               |
| ---------------- | ---------------- | ------ | -------- | ----------------- | ------ | ------ | ------------------------------------------------------------------------------------- |
| 2015             | 2021             | 2015   | 2021     | Marie-Pierre Beau |        | UDI    | Secrétaire de mairie à Meusnes                                                        |
| 2015             | 2021             | 2015   | 2021     | Philippe Sartori  |        | UDI    | Maire de Noyers-sur-Cher, vice-président du conseil départemental, chargé du tourisme |
| 2021             | 2028             | 2021   | en cours | Marie-Pierre Beau |        | UDI    | Conseillère sortante                                                                  |
| 2021             | 2028             | 2021   | en cours | Philippe Sartori  |        | UDI    | Conseiller sortant, 2e vice-président du conseil départemental                        |

### Résultats détaillés

#### Élections de mars 2015
À l'issue du 1er tour des élections départementales de 2015, trois binômes sont en ballottage : Marie-Pierre Beau et Philippe Sartori (UDI, 37,17 %), Françoise Plat et Michel Trotignon (DVG, 28,69 %) et Virginie Dupuy et Robert Limelette (FN, 27,87 %). Le taux de participation est de 56,93 % (8 201 votants sur 14 405 inscrits) contre 53,42 % au niveau départemental et 50,17 % au niveau national.
Au second tour, Marie-Pierre Beau et Philippe Sartori (UDI) sont élus avec 40,5 % des suffrages exprimés et un taux de participation de 60,93 % (3 400 voix pour 8 771 votants et 14 396 inscrits).

#### Élections de juin 2021
Le premier tour des élections départementales de 2021 est marqué par un très faible taux de participation (33,26 % au niveau national). Dans le canton de Saint-Aignan, ce taux de participation est de 38,89 % (5 444 votants sur 13 999 inscrits) contre 35,86 % au niveau départemental. À l'issue de ce premier tour, deux binômes sont en ballottage : Marie-Pierre Beau et Philippe Sartori (Union des Démocrates et des Indépendants, 48,09 %) et Jean-Baptiste Baudat et Annick Sicard (DVC, 21,39 %).
Le second tour des élections est marqué une nouvelle fois par une abstention massive équivalente au premier tour. Les taux de participation sont de 34,36 % au niveau national, 35,81 % dans le département et 38,44 % dans le canton de Saint-Aignan. Marie-Pierre Beau et Philippe Sartori (UDI) sont élus avec 63,55 % des suffrages exprimés (3 133 voix pour 5 384 votants et 14 005 inscrits),,. 

## Composition

### Composition avant 2015

Situation de l'ancien territoire du canton dans l'arrondissement de Romorantin-Lanthenay.

Avant le redécoupage cantonal de 2014, le canton de Saint-Aignan, d'une superficie de 326 km2, était composé de quinze communes.
| Nom                      | Code Insee | Codepostal | Superficie (km2) | Population (dernière pop. légale) | Densité (hab./km2) |
| ------------------------ | ---------- | ---------- | ---------------- | --------------------------------- | ------------------ |
| Saint-Aignan (chef-lieu) | 41198      | 41110      | 18,48            | 2 993 (2012)                      | 162                |
| Châteauvieux             | 41042      | 41110      | 33,48            | 550 (2012)                        | 16                 |
| Châtillon-sur-Cher       | 41043      | 41130      | 29,66            | 1 732 (2012)                      | 58                 |
| Chémery                  | 41049      | 41700      | 34,16            | 974 (2012)                        | 29                 |
| Choussy                  | 41054      | 41700      | 15,45            | 341 (2012)                        | 22                 |
| Couddes                  | 41062      | 41700      | 18,64            | 519 (2012)                        | 28                 |
| Couffy                   | 41063      | 41110      | 14,92            | 536 (2012)                        | 36                 |
| Mareuil-sur-Cher         | 41126      | 41110      | 31,88            | 1 133 (2012)                      | 36                 |
| Méhers                   | 41132      | 41140      | 18,27            | 348 (2012)                        | 19                 |
| Meusnes                  | 41139      | 41130      | 13,35            | 1 073 (2012)                      | 80                 |
| Noyers-sur-Cher          | 41164      | 41140      | 22,74            | 2 786 (2012)                      | 123                |
| Pouillé                  | 41181      | 41110      | 18,03            | 811 (2012)                        | 45                 |
| Saint-Romain-sur-Cher    | 41229      | 41140      | 31,17            | 1 506 (2012)                      | 48                 |
| Seigy                    | 41239      | 41110      | 8,18             | 1 110 (2012)                      | 136                |
| Thésée                   | 41258      | 41140      | 17,61            | 1 187 (2012)                      | 67                 |

### Composition depuis 2015
Le canton de Saint-Aignan est désormais composé de seize communes.
| Nom                                  | Code Insee | Intercommunalité        | Superficie (km2) | Population (dernière pop. légale) | Densité (hab./km2) | Modifier                                    |
| ------------------------------------ | ---------- | ----------------------- | ---------------- | --------------------------------- | ------------------ | ------------------------------------------- |
| Saint-Aignan (bureau centralisateur) | 41198      | CC Val-de-Cher-Controis | 18,48            | 2 826 (2022)                      | 153                | modifier les données · modifier les données |
| Angé                                 | 41002      | CC Val-de-Cher-Controis | 17,36            | 801 (2022)                        | 46                 | modifier les données · modifier les données |
| Châteauvieux                         | 41042      | CC Val-de-Cher-Controis | 33,48            | 524 (2022)                        | 16                 | modifier les données · modifier les données |
| Châtillon-sur-Cher                   | 41043      | CC Val-de-Cher-Controis | 29,66            | 1 661 (2022)                      | 56                 | modifier les données · modifier les données |
| Chémery                              | 41049      | CC Val-de-Cher-Controis | 34,16            | 944 (2022)                        | 28                 | modifier les données · modifier les données |
| Couffy                               | 41063      | CC Val-de-Cher-Controis | 14,92            | 503 (2022)                        | 34                 | modifier les données · modifier les données |
| Mareuil-sur-Cher                     | 41126      | CC Val-de-Cher-Controis | 31,88            | 1 155 (2022)                      | 36                 | modifier les données · modifier les données |
| Méhers                               | 41132      | CC Val-de-Cher-Controis | 18,27            | 308 (2022)                        | 17                 | modifier les données · modifier les données |
| Meusnes                              | 41139      | CC Val-de-Cher-Controis | 13,35            | 1 039 (2022)                      | 78                 | modifier les données · modifier les données |
| Noyers-sur-Cher                      | 41164      | CC Val-de-Cher-Controis | 22,74            | 2 654 (2022)                      | 117                | modifier les données · modifier les données |
| Pouillé                              | 41181      | CC Val-de-Cher-Controis | 18,03            | 786 (2022)                        | 44                 | modifier les données · modifier les données |
| Rougeou                              | 41195      | CC Val-de-Cher-Controis | 7,89             | 151 (2022)                        | 19                 | modifier les données · modifier les données |
| Saint-Romain-sur-Cher                | 41229      | CC Val-de-Cher-Controis | 31,17            | 1 458 (2022)                      | 47                 | modifier les données · modifier les données |
| Seigy                                | 41239      | CC Val-de-Cher-Controis | 8,18             | 982 (2022)                        | 120                | modifier les données · modifier les données |
| Soings-en-Sologne                    | 41247      | CC Val-de-Cher-Controis | 35,30            | 1 570 (2022)                      | 44                 | modifier les données · modifier les données |
| Thésée                               | 41258      | CC Val-de-Cher-Controis | 17,61            | 1 171 (2022)                      | 66                 | modifier les données · modifier les données |
| Canton de Saint-Aignan               | 4111       |                         | 352,48           | 18 533 (2022)                     | 53                 | modifier les données                        |

## Démographie

### Démographie avant 2015

#### Évolution démographique
| 1962   | 1968   | 1975   | 1982   | 1990   | 1999   | 2006   | 2011   | 2012   |
| ------ | ------ | ------ | ------ | ------ | ------ | ------ | ------ | ------ |
| 15 598 | 15 894 | 16 301 | 16 652 | 16 728 | 16 776 | 17 380 | 17 691 | 17 599 |

#### Âge de la population
La pyramide des âges, à savoir la répartition par sexe et âge de la population, du canton de Saint-Aignan en 2009 ainsi que, comparativement, celle du département de Loir-et-Cher la même année sont représentées avec les graphiques ci-dessous.
La population du canton comporte 48,4 % d'hommes et 51,6 % de femmes. Elle présente en 2009 une structure par grands groupes d'âge plus âgée que celle de la France métropolitaine. 
Il existe en effet 64 jeunes de moins de 20 ans pour cent personnes de plus de 60 ans, alors que pour la France l'indice de jeunesse, qui est égal à la division de la part des moins de 20 ans par la part des plus de 60 ans, est de 1,06. L'indice de jeunesse du canton est également inférieur à celui  du département (0,83) et à celui de la région (0,95).
| Hommes | Classe d’âge | Femmes |
| ------ | ------------ | ------ |
| 0,7    | 90 ans ou +  | 2,2    |
| 10,9   | 75 à 89 ans  | 15,0   |
| 18,3   | 60 à 74 ans  | 18,8   |
| 21,1   | 45 à 59 ans  | 19,8   |
| 18,7   | 30 à 44 ans  | 16,9   |
| 13,4   | 15 à 29 ans  | 12,2   |
| 17,0   | 0 à 14 ans   | 15,1   |

| Hommes | Classe d’âge | Femmes |
| ------ | ------------ | ------ |
| 0,5    | 90 ans ou +  | 1,5    |
| 8,8    | 75 à 89 ans  | 12,1   |
| 15,4   | 60 à 74 ans  | 16,1   |
| 21,2   | 45 à 59 ans  | 20,5   |
| 19,6   | 30 à 44 ans  | 18,7   |
| 15,9   | 15 à 29 ans  | 14,3   |
| 18,6   | 0 à 14 ans   | 16,8   |

### Démographie depuis 2015
En 2022, le canton comptait 18 533 habitants, en évolution de −3,15 % par rapport à 2016 (Loir-et-Cher : −1,15 %, France hors Mayotte : +2,11 %).
| 2013   | 2018   | 2022   |
| ------ | ------ | ------ |
| 19 230 | 18 877 | 18 533 |